# Метла
Метла је радни алат који служи за чишћење и спремање већих по правилу равних површина, најчешће пода или јавних сеоских простора. За ефективну употребу метле се користе обе руке.
Метла је такође омиљен инструмент за створења које се у бајкама зову вештице на којима оне могу да лете.

## Етимологија
Реч „метла“ потиче од назива одређених трновитих грмова (Genista и други) који се користе за метење. Назив тог грмља почео је да се користи за кућни прибор у касном средњеенглеском језику и постепено је заменио ранији назив besom током периода раног модерног енглеског. Песма Buy Broom Buzzems (Вилијам Пурвис 1752–1832) још увек се односи на „broom besom“ као једну врсту метле (тј. „a besom made from broom“).
Равне метле, направљене од метле кукуруза, су изумели Шејкери у 19. веку изумом стеге за метлу. Мања метла или четка се понекад назива отпрашивачем.

## Производња
Године 1797. квалитет метли се променио када је Леви Дикенсон, фармер из Хедлија у Масачусетсу, направио метлу за своју жену, користећи ресе сирка, зрно које је узгајао за семе. Његова жена је ширила добре гласове по граду, стварајући потражњу за Дикенсоновим метлама од сирка. Сиркчане метле су се добро држале, али су се на крају, као и све метле, распале. Дикенсон је касније изумео машину која је правила боље метле, и то брже него што би он могао ручно. Године 1810, изумљена је машина за метлу са стопаоним газиштем. Ова машина је играла интегралну улогу у Индустријској револуцији.

### Сједињене Државе
Један извор помиње да су Сједињене Државе имале 303 фабрике метли до 1839. године и да је тај број достигао врхунац од 1039 фабрика 1919. године. Већина њих је била у источним Сједињеним Државама; током Велике депресије 1930-их, број фабрика је опао на 320 1939. године. Држава Оклахома постала је главни центар за производњу метли јер је тамо посебно добро растао метларски кукуруз, а компанија The Oklahoma Broom Corn отворила је фабрику у Ел Рену 1906. Суочена са конкуренцијом увозних метли и синтетичких чекиња, већина фабрика је затворена од шездесетих година прошлог века.

## Магија
У контексту вештичарења, метла се вероватно односи на метлу у целини, познату као бизам. Прво познато спомињање вештица које лете на метли датира исламског традиционалистичког теолога Ибн Кудамахина из 11. века у његовој књизи ал-Мугхни (Убеђивач). Прво спомињање вештица које лете на метли у Европи датира из 1453. године, што је признао мушки вештац Гијом Еделин. Концепт летеће масти коју користе вештице појављује се отприлике у исто време, а забележено је 1456. године.
У Есватинију (Свазиленд), вештичије метле су кратки снопови штапова везаних заједно без дршке.

## У широј култури
- Народ Метис у Канади има традицију плеса на метли. Постоје изложбе плеса на метли на којима људи показују своје вештине плеса на метли. Живахан плес с метлом укључује брз рад ногу и скакање.[13]
- „Прескакање метле“ је афроамеричка традиција венчања која је настала у браковима робова у Сједињеним Државама у 19. веку. Своју поново популарност међу Афроамериканцима дугује роману из 1976. године Корени: Сага о америчкој породици.[14] „Прескакање метле“ је била традиција брака у прехришћанској Британији и вероватно у ширим деловима Европе, као што су Скандинавија и балтичка германска племена. Метла расте широм Европе и Африке.
- Током Другог светског рата, посаде америчких подморница су везивале метлу за командни торањ свог пловила када би се враћале у луку како би назначиле да су „очистиле“ мора од непријатељских бродова.[15] Традицију су последњих година обезвредиле посаде подморница које машу метлом када се једноставно враћају са крстарења свог брода. Ова традиција можда потиче од акције холандског адмирала Мартена Тромпа који је везао метлу за свој главни јарбол након што је победио британског адмирала Роберта Блејка у бици код Дунгенеса 1652. Ово се често тумачило као порука да ће он „помести Британци са мора“. Ова прича остаје непоткрепљена,[16] али може имати своје порекло у традицији подизања метле као знака да је брод на продају,[17] што се чини вероватнијим пошто је Тромп заробио два Блејкова брода у бици.[18]

### Књижевност
- Године 1701, Џонатан Свифт написао је „Медитацију на метли“, пародију на Повремена размишљања о неколико тема Роберта Бојла:

Али штап за метлу, можда ћете рећи, је амблем дрвета које стоји на његовој глави; и моли се оном шта је Човек, осим наопаког створења, чије су животињске способности вечно постављене на његов Рационал; Његова глава тамо где би требало да му буду Пете, пузи по Земљи, а ипак са свим својим Манама, поставља се да буде универзални реформатор и исправљач злоупотреба, отклањач замерки, грабуља у сваком аљкавом углу природе, доносећи скривене покварености у светлост, и подиже моћну шрашину тамо где је раније није било, дубоко делећи све време, у сасвим истим загађењима за које се претвара да их брише: Његови последњи дани су проведени у ропству жена, и уопште најмање су заслужни; док се не носи до пањева, попут његовог брата Безома, или је избачен са врата, или је искоришћен да распали пламене, да би се други угрејали.
- У романим Џеј-Кеј Роулинг о Харију Потеру и филмске адаптације, дршке метли су уобичајен облик транспорта за чаробњаке и вештице. Оне се такође користе за магични спорт квидича, у којем играчи користе своје метле да лете по терену и дају голове.

### Религија
- У џаинизму, монаси и монахиње имају са собом малу метлу, како би нежно помели мраве и мале животиње, како би избегли њихово згњечење. Ово је део поштовања принципа Ахинса.[20]
- Шејкерима[21][22] се често приписују заслуге за изум равне метле.

## Врсте метли
- Брезова метла је састављена од танких берзових гранчица
- Пиринчана метла, се састоји од пиринчане сламе
- Метла од сирка, је метла од ове биљке
- Пластичне метле, састоје се од пластике којом је надокнађена слама.

## Машине за израду метли
У Ванкуверу, на Гренвил острву налази се интересантна производно-продајна радионица за праизводњу и продају метли "Брумко". У радионици се налазе машине за сечење и шивење метли. Поред машина налазе се и продајни експонати метли у разним величинама и облицма.
- Машина за израду метли
- Метле од различитих материјала
- Метла

## Слични алати
- ђубровник – радни алат који се користи за прикупљање ђубрета (смећа)
- четка - радни алат за фарбање, бојење, чишћење...